# Vittorio Vaccarella
Vittorio Vaccarella (Ponte, 5 gennaio 1930 – Gavi, 19 ottobre 1970) è stato un militare italiano, Appuntato dell'Arma dei Carabinieri assassinato a colpi d'arma da fuoco mentre stava conducendo un malfattore in caserma.

## Biografia
L'appuntato Vittorio Vaccarella in servizio presso la Stazione Carabinieri di Gavi, il 19 ottobre 1970, era intervenuto insieme a un collega a seguito di una segnalazione di furto in una villa nella zona di Gavi. I due Carabinieri riuscirono a bloccare uno dei malviventi (il palo) ma, mentre erano in procinto di allontanarsi dalla zona, furono aggrediti dagli altri delinquenti che spararono sull'appuntato numerosi colpi d'arma da fuoco uccidendolo. L'altro militare ingaggiò un conflitto a fuoco ma i banditi riuscirono a dileguarsi. L'appuntato Vaccarella lasciò la moglie e 4 figli di cui il più piccolo aveva circa un mese di vita.
Il 18 ottobre 1971 il Presidente della Repubblica Italiana conferì con Decreto la Medaglia d'oro al valor civile alla memoria dell'appuntato Vittorio Vaccarella, per il comportamento tenuto in occasione della morte.

## Riconoscimenti
La Caserma sede della Stazione Carabinieri di Arquata Scrivia (AL) , nel corso della cerimonia d'inaugurazione avvenuta il 19 ottobre 1996, è stata intitolata alla memoria del militare dell'Arma.
Il 18 ottobre 2014, nell'ambito delle iniziative legate alla celebrazione del bicentenario di fondazione dell'Arma dei Carabinieri, la figura di Vaccarella è stata ricordata presso il cimitero di Ponte con la deposizione di una corona. La cerimonia è stata presenziata dal Comandante della Legione Carabinieri "Campania" con la presenza dei familiari e delle autorità locali.
Il sacrificio dell'appuntato è stato ricordato anche a Gavi Ligure nel corso di una cerimonia tenutasi nel 2014.
Una via del comune di Ponte è intitolata al militare.